# Loxostege oblinalis
Loxostege oblinalis is een vlinder uit de familie grasmotten (Crambidae). De wetenschappelijke naam van deze soort is voor het eerst geldig gepubliceerd in 1875 door Felder & Rogenhofer.
De soort komt voor in tropisch Afrika.